# Remute
Remute, eigentlich Denis Karimani (* 1983 in Belgrad), ist ein Musikproduzent und DJ aus Hamburg. Die meisten seiner Veröffentlichungen lassen sich dem Techno-Genre zuordnen. „Remute“ ist außerdem der Name des von ihm 2008 gegründeten Musiklabels.
2006 wurde sein Debüt-Album Remute vom Hamburger Label Ladomat 2000 veröffentlicht. Es folgten weitere Veröffentlichungen auf Labels, wie etwa Tresor, Remix-Arbeiten für Künstler, wie GusGus, und Auftritte in Clubs, wie dem Berghain. Remute ist vor allem dafür bekannt, seine Musik auf ungewöhnlichen Formaten, wie unter anderem 3,5-Zoll-Floppy-Disketten, zu veröffentlichen: So veröffentlichte er 2017 das Album Limited auf 7-Zoll-Vinyl und 3,5-Zoll-Floppy-Diskette. Dieses Album stieß auf internationales Medienecho und rückte die Floppy-Diskette als Musikformat wieder stärker in den allgemeinen Fokus.
Remutes Album Technoptimistic ist das erste Techno-Album, das auf einem Sega-Mega-Drive-Modul veröffentlicht wurde.
Remute ist Redaktionsmitglied des Magazins Return, das sich mit Computern und Konsolen der 1980er und 1990er Jahre beschäftigt. Dort schreibt er vorwiegend Artikel zu den Themen 16-Bit-Spiele und Events. Sein Interesse an Retro-Computerspielen spiegelt sich auch in einigen seiner Musikproduktionen und Videos wider, wie dem 2013 veröffentlichten Album Theme Tunes for 10 Games never made.